# Benoît Michel Decomberousse
Pour les articles homonymes, voir Decomberousse.
Benoît Michel Decomberousse, né le 3 février 1754 à Villeurbanne (province du Dauphiné), baptisé le 6, et mort le 9 mars 1841 à Paris dans l'ancien 2e arrondissement, est un magistrat et un homme politique de la Révolution française, du Consulat et du Premier Empire.

## Biographie
Son père Jacques François est notaire royal.  
Reçu avocat en 1778, Benoît Michel Decomberousse exerce au bailliage de Vienne, puis est nommé député du tiers état aux États de Romans en 1788. Il devient membre du directoire du département en 1792. En septembre 1792, Decomberousse est élu député suppléant du département de l'Isère, le troisième et dernier. Il n'est admis à siéger que le 6 thermidor an III. Il passe au Conseil des Anciens le 23 vendémiaire an IV, qu'il préside du 23 septembre au 22 octobre 1798. Favorable au coup d'État du 18 brumaire, il est nommé en 1800 président du tribunal criminel de l'Isère et juge à la cour d'appel de Grenoble. Souhaitant rester à Paris, il est nommé chef du bureau de consultation et de révision au ministère de la Justice et membre du conseil d'administration des droits réunis. Révoqué par la Première Restauration, en 1814, il est conseiller à la cour impériale de Paris pendant les Cent-Jours. 

## Ouvrages
- L'Humanité, poème en six chants (1774)
- Le Testament de l'aristocratie mourante (1790)
- Le Siège de Florence, tragédie en cinq actes et en vers(an III)
- Asgill ou Le Prisonnier anglais, drame en cinq actes et en vers (an IV)
- La Mort de Michel Lepelletier, tragédie en trois actes et en vers (an V)
- Code Napoléon mis en vers français, 1811

### Sources
- Adolphe Rochas, Biographie du Dauphiné contenant l'histoire des hommes nés dans cette province qui se sont fait remarquer dans les Lettres, les Sciences, les Arts, etc.,Tome premier, Paris, Charavay, 1856, pp.299-301 (Lire en ligne)
- Anne Teissier-Ensminger, « Les versifications du Code civil : un paroxysme de nomophilie », Revue de la recherche juridique, droit prospectif, no 1,‎ 1989, p. 145-176 (ISSN 0249-8731 et 2968-1669, OCLC 424006153, BNF 34368226).  — à propos des trois réécritures versifiées du Code civil par Joseph-Henri Flacon-Rochelle, Decomberousse et Amédée Pons-Euzières.
- « Benoît Michel Decomberousse », dans Adolphe Robert et Gaston Cougny, Dictionnaire des parlementaires français, Edgar Bourloton, 1889-1891 [détail de l’édition]